# Saint-Maur (Cher)
Saint-Maur település Franciaországban, Cher megyében. Lakosainak száma 258 fő (2022. január 1.). Saint-Maur Châteaumeillant, Le Châtelet, Culan, Reigny, Saint-Jeanvrin, Saint-Saturnin és Sidiailles községekkel határos.

## Népesség
A település népessége az elmúlt években az alábbi módon változott:
| Lakosok száma | 445  | 329  | 287  | 288  | 256  | 284  | 295  | 277  | 268  | 258  |
|               | 1968 | 1982 | 1990 | 2006 | 2013 | 2015 | 2017 | 2019 | 2020 | 2022 |